# Vigésima Terceira Emenda à Constituição dos Estados Unidos
A Vigésima Terceira Emenda à Constituição dos Estados Unidos (Amendment XXIII) estende o direito de participação nas eleições presidenciais ao Distrito de Colúmbia. Ela concede eleitores no Colégio Eleitoral, como se fosse um estado, embora o distrito nunca possa ter mais eleitores do que o estado menos populoso. A forma como os eleitores são nomeados deve ser determinada pelo Congresso. A Vigésima Terceira Emenda foi proposta pelo 86º Congresso [en] em 16 de junho de 1960 e foi ratificada pelo número necessário de estados em 29 de março de 1961.
A Constituição determina que cada estado receba eleitores presidenciais iguais ao número combinado de cadeiras que possui no Senado e na Câmara dos Representantes. Como o Distrito de Colúmbia não é um estado, ele não tinha direito a nenhum eleitor antes da adoção da Vigésima Terceira Emenda. Em 1888, alguns jornalistas e membros do Congresso eram a favor de uma emenda constitucional para conceder votos eleitorais ao distrito. No entanto, essa emenda não obteve apoio generalizado até o surgimento do movimento pelos direitos civis na década de 1950. A ratificação da emenda foi endossada pelo presidente Dwight D. Eisenhower e pelos dois principais candidatos do partido na eleição presidencial de 1960. A ratificação da emenda tornou o distrito a única entidade, além dos estados, a ter representação no Colégio Eleitoral.
A primeira eleição presidencial da qual o Distrito de Colúmbia participou foi em 1964. A partir dessa eleição, o Distrito de Colúmbia sempre teve três membros no Colégio Eleitoral, sendo esse o número mínimo implícito constitucionalmente a que tem direito; não obstante a limitação constitucionalmente arraigada em seu número de eleitores, a população do Distrito nunca atingiu o limite em que teria direito a mais de três. Desde a aprovação da Vigésima Terceira Emenda, todos os votos eleitorais do distrito, com exceção de um, foram dados aos candidatos presidenciais do Partido Democrata. Ela não concedeu ao distrito direitos de voto no Congresso, nem deu ao distrito o direito de participar do processo que permite que a Constituição seja emendada. Em 1978, o Congresso propôs uma emenda constitucional para fazer isso, mas não foi ratificada por um número suficiente de estados para que fosse adotada. Muitos cidadãos do distrito são a favor da criação de um estado ou de outras emendas constitucionais para tratar dessas questões.

## Texto
Seção 1. O Distrito que constitui a sede do Governo dos Estados Unidos deverá nomear, da maneira que o Congresso determinar:
Um número de eleitores para Presidente e Vice-Presidente igual ao número total de Senadores e Representantes no Congresso a que o Distrito teria direito se fosse um Estado, mas em nenhum caso mais do que o Estado menos populoso; eles serão adicionais àqueles nomeados pelos Estados, mas serão considerados, para fins de eleição de Presidente e Vice-Presidente, como eleitores nomeados por um Estado; e eles se reunirão no Distrito e desempenharão as funções previstas no décimo segundo artigo da emenda.

Seção 2. O Congresso terá poderes para fazer cumprir este artigo por meio de legislação apropriada.

## Histórico
As regras da Constituição dos Estados Unidos para a composição da Câmara dos Deputados e do Senado concedem assentos explicitamente aos estados e a nenhuma outra entidade. Da mesma forma, os eleitores (membros do Colégio Eleitoral) são distribuídos entre os estados, não entre os territórios ou o distrito federal. A principal referência ao distrito federal está no Artigo I, Seção 8 da Constituição, que dá ao Congresso o poder de "exercer legislação exclusiva em todos os casos, sobre um distrito (não superior a dez milhas quadradas) que possa, por cessão de determinados estados e aceitação do Congresso, tornar-se a sede do governo dos Estados Unidos". No início da existência do Distrito, ele era muito pequeno para merecer uma cadeira na Câmara dos Deputados.
Em 1888, um projeto de lei para emendar a Constituição foi apresentado no Congresso pelo senador Henry Blair [en], de New Hampshire, para conceder ao Distrito de Colúmbia o direito de voto nas eleições presidenciais, mas não foi adiante. Theodore W. Noyes [en], redator do Washington Evening Star [en], publicou várias histórias em apoio ao direito de voto do DC. Noyes também ajudou a fundar o Comitê Conjunto de Cidadãos sobre Representação Nacional para o Distrito de Colúmbia, um grupo que fez lobby junto ao Congresso para aprovar uma emenda que expandisse os direitos de voto em DC. Noyes faleceu em 1946, mas o comitê continuou, e a questão dos direitos de voto distrital começou a ser vista como semelhante ao movimento pelos direitos civis. Após a Segunda Guerra Mundial, surgiu uma divisão entre os defensores de maior poder para o distrito.
O Evening Star, seguindo o modelo de Noyes, apoiava a representação de DC no Congresso e no colégio eleitoral, mas se opunha ao "governo local" (prefeitos e conselhos eleitos localmente com poder real, em vez de governo direto pelo Congresso). O Washington Post, no entanto, apoiava o "governo local" e os direitos civis, mas se opunha à representação completa do distrito. Além disso, embora muitas das pessoas que lideravam a pressão fossem democratas liberais, o Distrito de Colúmbia, na década de 1950, era bastante equilibrado em seu potencial impacto eleitoral; os democratas tinham apenas uma pequena vantagem sobre os republicanos, embora os republicanos do distrito na década de 1950 fossem liberais pelos padrões nacionais. Assim, uma emenda para conceder ao distrito mais poderes de voto poderia obter apoio bipartidário de uma forma que teria sido mais difícil posteriormente. Apenas 28% do distrito era afro-americano, de acordo com o censo de 1940, e a população negra era jovem em comparação com os outros residentes, tornando o eleitorado ainda menor devido à idade de 21 anos para votar. Isso aumentou para 54% no censo de 1960, mas, de acordo com o cientista político Clement E. Vose, "vários fatores - inexperiência em votar, deficiências educacionais, requisitos de residência, leis de bem-estar social e ostracismo social antes da Lei de Direitos de Voto de 1965 - minimizaram o registro e a votação dos negros".

## Proposta e ratificação

### Adoção pelo Congresso

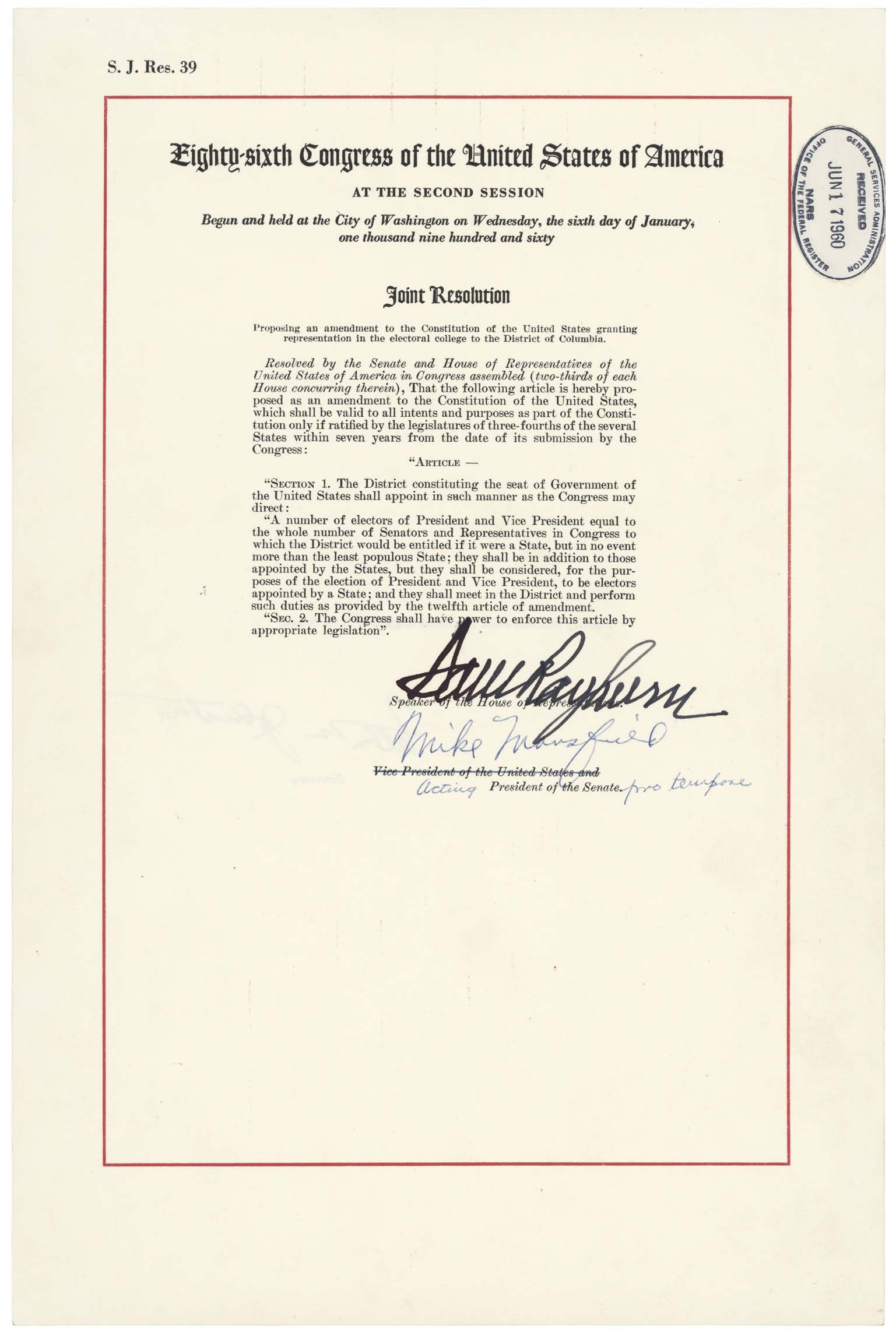
A Vigésima Terceira Emenda nos Arquivos Nacionais.

A Resolução Conjunta do Senado Nº 39, que viria a se tornar a Vigésima Terceira Emenda, foi apresentada em 1959 pelo senador democrata do Tennessee, Estes Kefauver. Sua proposta previa o funcionamento emergencial do Congresso e a continuidade do processo legislativo, autorizando os governadores a preencher as vagas na Câmara dos Deputados "em qualquer data em que o número total de vagas (...) excedesse a metade dos membros autorizados". A autoridade de nomeação do governador teria sido limitada a 60 dias, e o nomeado serviria até que um sucessor fosse eleito em uma eleição especial. O projeto de lei foi alterado duas vezes no plenário do Senado. Uma disposição adicional, proposta pelo republicano de Nova York Kenneth Keating, concederia ao Distrito de Colúmbia votos eleitorais em eleições nacionais e delegados sem direito a voto na Câmara. A outra, proposta pelo democrata da Flórida Spessard Holland [en], eliminaria o poll tax ou outra qualificação de propriedade como pré-requisito para votar em eleições federais. O Senado aprovou a SJR-39 nessa forma de três emendas em 2 de fevereiro de 1960, por uma votação de 70 a 18, e a enviou à Câmara.
O Comitê do Judiciário da Câmara [en], depois de deixar de lado as disposições de nomeação emergencial da Câmara e do imposto antipoluição da SJR-39, enviou sua própria proposta, a Resolução Conjunta da Câmara Nº 757, dedicada exclusivamente aos eleitores presidenciais do Distrito de Colúmbia, para consideração da Câmara. Ela foi adotada na Câmara sem emendas em 14 de junho de 1960. Em seguida, por consentimento unânime, o texto da HJR-757 foi inserido na SJR-39, cujo texto original foi removido. O Senado adotou a resolução revisada em 16 de junho de 1960.

### Ratificação pelos estados

Ratificadores originais da emenda
Ratificado após a aprovação
Emenda rejeitada
Nenhuma ação foi tomada com relação à emenda

Para se tornar válida como parte da Constituição, a Vigésima Terceira Emenda precisava ser ratificada pelas legislaturas de três quartos dos estados (38, após a admissão do Alasca e do Havaí à união em 1959) no prazo de sete anos a partir de sua apresentação aos estados pelo Congresso (16 de junho de 1967). O presidente Eisenhower, juntamente com os dois principais candidatos do partido na eleição presidencial de 1960, o vice-presidente Richard Nixon e o senador John F. Kennedy, de Massachusetts, endossaram a proposta. Os defensores da emenda fizeram uma campanha de ratificação eficaz, mobilizando pessoas em quase todos os estados para pressionar por sua aprovação.
Os seguintes estados ratificaram a emenda:
- Havaí - 23 de junho de 1960;
- Massachusetts - 22 de agosto de 1960;
- Nova Jersey - 19 de dezembro de 1960;
- Nova York - 17 de janeiro de 1961;
- Califórnia - 19 de janeiro de 1961;
- Oregon - 27 de janeiro de 1961;
- Maryland - 30 de janeiro de 1961;
- Idaho - 31 de janeiro de 1961;
- Maine - 31 de janeiro de 1961;
- Minnesota - 31 de janeiro de 1961;
- Novo México - 1º de fevereiro de 1961;
- Nevada - 2 de fevereiro de 1961;
- Montana - 6 de fevereiro de 1961;
- Colorado - 8 de fevereiro de 1961;
- Washington - 9 de fevereiro de 1961;
- Virgínia Ocidental - 9 de fevereiro de 1961;
- Alasca - 10 de fevereiro de 1961;
- Wyoming - 13 de fevereiro de 1961;
- Dakota do Sul - 14 de fevereiro de 1961 (data de arquivamento no Gabinete do Secretário de Estado de Dakota do Sul);
- Delaware - 20 de fevereiro de 1961;
- Utah - 21 de fevereiro de 1961;
- Wisconsin - 21 de fevereiro de 1961;
- Pensilvânia - 28 de fevereiro de 1961;
- Indiana - 3 de março de 1961;
- Dakota do Norte - 3 de março de 1961;
- Tennessee - 6 de março de 1961;
- Michigan - 8 de março de 1961;
- Connecticut - 9 de março de 1961;
- Arizona - 10 de março de 1961;
- Illinois - 14 de março de 1961;
- Nebraska - 15 de março de 1961;
- Vermont - 15 de março de 1961;
- Iowa - 16 de março de 1961;
- Missouri - 20 de março de 1961;
- Oklahoma - 21 de março de 1961;
- Rhode Island - 22 de março de 1961;
- Kansas - 29 de março de 1961;
- Ohio - 29 de março de 1961;

A ratificação foi concluída em 29 de março de 1961, 9 meses e 12 dias após ser proposta pelo Congresso. Os seguintes estados ratificaram a emenda posteriormente:
- New Hampshire - 30 de março de 1961 (Data do aviso oficial; precedida pela ratificação em 29 de março de 1961, como o 37º estado a ratificar, que foi anulada e depois repetida mais tarde no mesmo dia);
- Alabama - 11 de abril de 2002;

Em 3 de abril de 1961, John L. Moore, Administrador de Serviços Gerais [en], certificou que a emenda havia sido adotada pelo número necessário de Estados e se tornara parte da Constituição. A emenda foi rejeitada pelo Arkansas em 24 de janeiro de 1961. Nove estados não tomaram nenhuma medida com relação à emenda: Flórida, Kentucky, Mississippi, Geórgia, Carolina do Sul, Louisiana, Texas, Carolina do Norte e Virgínia.

## Legislação de implementação
A Emenda concedeu ao Congresso o poder de determinar como os eleitores do Distrito de Colúmbia deveriam ser nomeados. Em outubro de 1961, o Congresso promulgou uma legislação para emendar o Código de DC, estabelecendo que os eleitores do Distrito deveriam ser nomeados com base em um voto popular, com todos os eleitores concedidos à chapa presidencial que prevalecesse na votação.
Em 1973, o Congresso promulgou a Lei de Governança Doméstica do Distrito de Colúmbia [en], delegando ao Conselho do Distrito de Columbia [en] determinados poderes legislativos sobre o Distrito (sujeito à anulação do Congresso). Posteriormente, o Conselho de DC aprovou uma legislação que afeta a nomeação dos eleitores presidenciais de DC, principalmente ao adotar o Pacto Interestadual pelo Voto Popular em 2010.

## Impacto político
Apesar de ser considerado politicamente neutro e ter apenas uma tendência liberal na época da aprovação em 1961, o distrito se voltou drasticamente para o Partido Democrata nos anos seguintes à aprovação. Os afro-americanos votaram em números mais significativos do que nas décadas de 1940 e 1950, com a eliminação das restrições ao voto, e sua participação no eleitorado distrital aumentou; de acordo com o censo de 1970, 71% do distrito federal era negro, um salto dramático. Em consonância com o forte apoio dos eleitores negros aos democratas, o distrito enviou seus três votos eleitorais para o candidato democrata em todas as eleições presidenciais desde 1964, incluindo a reeleição esmagadora do presidente Reagan em 1984, quando apenas o Distrito de Colúmbia e Minnesota votaram no candidato democrata Walter Mondale. Os votos eleitorais do distrito nunca se mostraram decisivos em uma eleição presidencial até hoje; a menor maioria do Colégio Eleitoral conquistada por um presidente democrata desde a ratificação da Vigésima Terceira Emenda foi a vitória de Jimmy Carter por 57 votos em 1976.
Não abordadas pela Vigésima Terceira Emenda, estavam as questões paralelas de representação no Congresso [en] e "governo local" para o distrito. Em 24 de dezembro de 1973, o Congresso aprovou a Lei de Governança Doméstica do Distrito de Colúmbia, que estabeleceu um cargo eleito de prefeito e um conselho eleito de 13 membros para o distrito. Essas autoridades tinham o poder de aprovar leis e políticas administrativas para o distrito, embora o Congresso mantivesse o poder de veto caso decidisse intervir. Em 22 de setembro de 1970, o Presidente Nixon assinou a Lei do Delegado do Distrito de Colúmbia, que autorizava os eleitores do distrito a eleger um delegado sem direito a voto para representá-los na Câmara dos Deputados.
A eleição para preencher a vaga foi realizada em 23 de março de 1970. Em 22 de agosto de 1978, o Congresso submeteu a Emenda do Direito de Voto do Distrito de Colúmbia [en] aos estados para ratificação. Essa proposta abrangente teria concedido ao Distrito de Colúmbia representação total no Congresso dos Estados Unidos como se fosse um estado, revogado a Vigésima Terceira Emenda e concedido ao distrito representação total no Colégio Eleitoral, além de participação no processo pelo qual a Constituição é emendada como se fosse um estado. No entanto, a emenda não conseguiu se tornar parte da Constituição, pois não foi ratificada pelo número necessário de estados (38) antes do prazo de ratificação de 22 de agosto de 1985. A campanha para a emenda proposta enfrentou uma oposição conservadora muito mais feroz devido ao fato aberto e óbvio de que, em 1978, a emenda proposta teria praticamente garantido dois senadores democratas por algum tempo; a emenda também foi criticada por vários outros motivos e não foi ratificada nem mesmo por vários estados mais "liberais".